# Kępno
Kępno (udtale: [ˈkɛmpnɔ]) er en by i den sydlige del af  voivodskabet Storpolen i  den vestlige centrale del af Polen. Byen   har 13.951(2021) indbyggere og et areal på 7,8 km², og er administrationsby i  powiatet Kępno.

## Historie
Kępnos historie går tilbage til en middelalderlig polsk højborg. Den ældste kendte omtale af Kępno er fra 1282, hvor det var stedet for undertegnelsen af Kępno-traktaten, mellem hertugerne af det fragmenterede Polen, Przemysł 2., hertugen af Storpolen og Mestwin 2. hertug af Pommern. I 1283 fik den byrettigheder. Oprindeligt var den en kongeby i Polen, i 1365 blev den givet af kong Kasimir den Store til ridder og adelig Wierzbięta z Paniewic (pl). Administrativt lå den i Sieradz voivodeskab i provinsen Storpolen, blev det igen en landsby. Den genvandt byrettigheder i 1660 efter beslutning af kong Johan 2. Kasimir Vasa af Polen. Protestanter fra det nærliggende Schlesien såvel som jøder bosatte sig i Kępno i det 17. århundrede. En af to hovedruter, der forbinder Warszawa og Dresden løb gennem byen i det 18. århundrede, og konger August 2. af Polen og August 3. af Polen rejste ofte den rute.
Kępno blev annekteret af Kongeriget Preussen i 1793 ved Polens anden deling. Administreret af Sydpreussen fra 1793 til 1807, var det en del af det Napoleonske Hertugdømmet Warszawa fra 1807 til 1815. Som Kempen blev det atter en del af Preussen  i Wienerkongressen i 1815 og administreret af storhertugdømmet Posen indtil 1848. Byen var en shtetl fra det 19. århundrede. Størstedelen af jøderne forlod byen i løbet af anden halvdel af 1800-tallet på grund af epidemierne (kolera osv.) og de dårlige levevilkår. De rejste hovedsageligt til Wrocław og omegn, Berlin, og Amerika.
I 1918 genvandt Polen uafhængighed efter 1. verdenskrig og den Storpolske Opstand brød ud, hvis formål var at genforene regionen med Polen. Som svar placerede tyskerne over 1.000 grænsetropper  i byen og forfulgte den lokale polske befolkning. I januar 1919 internerede tyskerne seks førende lokale polske aktivister i Świętoszów. På trods af deres planer forsøgte de polske oprørere ikke at generobre byen, men den blev alligevel en del af  Polen den 17. januar 1920.

## Galleri
- St. Martin's kirke
- Postkontor i Kępno
- Bankbygning i Wawrzyniak gaden
- Jernbanestation
- Grundskole No. 1
- Vandtårn